# Manuel Acuña Narro
Manuel Acuña Narro (Saltillo, Coahuila, 27 d'agost de 1849 - Ciutat de Mèxic, 6 de desembre de 1873) va ser un poeta mexicà que es va desenvolupar en l'estilitzat ambient romàntic de l'intel·lectualisme mexicà de l'època.
Manuel Acuña Narro va estudiar diverses branques de la ciència, com filosofia i matemàtiques, a més de diversos idiomes, com el francès i el llatí. Va començar la carrera de medicina. Durant els seus anys de participació en tertúlies literàries, va conèixer a Ignacio Manuel Altamirano, a Agustín F. Cuenca i a Juan de Dios Peza. Amb aquest últim va mantenir un fort vincle amistós, incloent-hi el fet d'anomenar-lo germà, motiu pel qual Peza va ser un dels oradors principals el dia del sepeli d'Acuña 
La seva carrera literària va ser breu, encara que fructífera. Va començar en 1869, amb una elegia a la mort d'Eduardo Alzúa; amic seu. Aquest mateix any, al costat d'un grup d'intel·lectuals, va fundar la Societat Literària Nezahualcóyotl en un dels patis de l'ex convent de San Jerónimo, que li va servir per donar els seus primers passos com a poeta. Varis dels seus treballs d'aquesta època es troben en el suplement del periòdic La Iberia. Acuña mantenia una relació amb la poetessa Laura Méndez de Cuenca, amb la que va tenir un fill.
Un dels seus poemes més cèlebres és el "Nocturno", dedicat a Rosario de la Peña, el seu treball més representatiu. Jesús F. Contreras va realitzar una escultura a Manuel Acuña, la qual va ser exposada en el Pavelló Mexicà de l'Exposició Universal de París (1900), juntament amb la seva obra Malgre-Tout; per aquests treballs va merèixer la banda de la Legió d'Honor. L'obra dedicada al poeta, fabricada en marbre de Carrara, es troba a la plaça Acuña de Saltillo.
Acuña es va suïcidar el 6 de desembre de 1873 a la seva habitació de l'Escola de Medicina el 6 de desembre de 1873 als 24 anys després d'ingerir cianur de potassi. Les seves restes, inicialment van ser enterrats en el Cementiri de Campo Florido a la capital del país, després sepultats en la Rotonda de les Persones Il·lustres del Panteó Civil de Dolores i allí van romandre fins a 1917 quan van ser traslladats a Saltillo i dipositats en la Rotonda dels Coahuilenses Il·lustres del Panteó de Santiago. En la intersecció dels carrers República de Brasil i República de Veneçuela del centre històric de la ciutat de Mèxic es troba una placa que indica el lloc on es va suïcidar.
Sobre ell, José Martí, el polític, pensador i poeta cubà, va escriure en 1876: "L'hagués vogut tant, si hagués viscut!... Avui lamento la seva mort: no escric la seva vida; avui llegeixo el seu nocturno a Rosario, pàgina última de la seva existència veritable, i ploro per ell, i no llegeixo gens. Es va trencar aquella ànima quan va esclatar en aquell gemec de dolor." Pepe Monteserín va escriure la novel·la La bugadera, Premio Llengua de Trapo de l'any 2007, que tracta la vida de Manuel Acuña. "La historia del poeta mexicano Manuel Acuña desde la mirada enamorada de su lavandera." 